# Parc d'attractions
Pour les articles homonymes, voir Parc (homonymie).

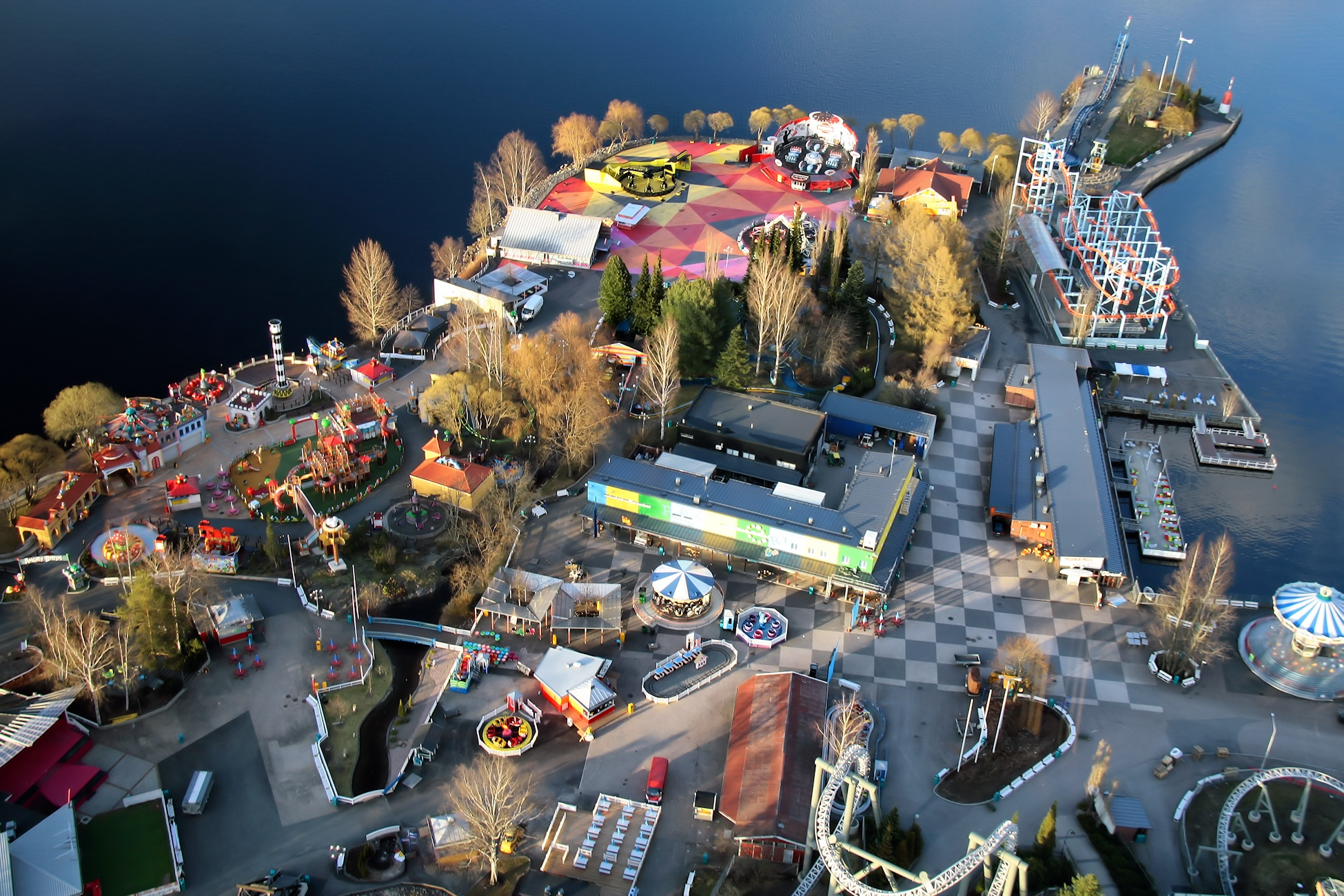
La vue aérienne de Särkänniemi, un parc d'attractions typique de Tampere, Pirkanmaa, Finlande.

Un parc d'attractions est un type particulier de parc de loisirs proposant des activités diverses destinées à détendre, amuser, divertir le visiteur. Ces activités, appelées attractions, sont de diverses formes. Il peut s'agir de spectacles, de montagnes russes, de manèges (de type forain ou non), de parcours scéniques (également appelés dark rides) en intérieur, ou simplement de jeux (toboggans, balançoires, piscines). Un parc d'attractions est plus élaboré qu'un simple terrain de jeux ou parc urbain.
Certains parcs d'attractions offrent à leurs visiteurs un cadre thématique et parfois scénique, on parle alors de parc à thèmes.

## Histoire

### Foires et jardins de loisirs

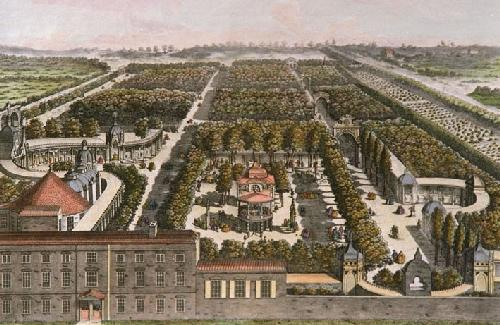
Vauxhall Gardens, Londres, vers 1751.

Les foires périodiques, telles que la Foire du Trône, qui commença en France en 957, sont un parent des parcs d'attractions modernes. Il en est de même pour la foire de Barthélemy qui débuta au Royaume-Uni en 1543. Commençant pendant l'ère élisabéthaine, les foires ont évolué en tant que lieu d'amusement avec des loisirs, des aliments, des jeux et des attractions mettant notamment en scène des spectacles de monstres (freak-show en anglais). La cérémonie de la saison d'hiver était un endroit naturel pour le développement d'attractions de divertissement. Oktoberfest n'est pas seulement un festival de la bière, mais fournit aussi les caractéristiques d'un parc d'attractions, dès le premier événement en 1810, qui a lieu à Munich, en Allemagne. Aux États-Unis, les foires du Comté et de l’État ont également joué un rôle dans l'histoire des parcs d'attractions. Ce sont des manifestations annuelles qui se tenaient habituellement pendant une courte durée, une semaine ou deux, pour célébrer une bonne récolte. Ces foires présentaient des expositions de bétail, et des concours de cuisson et de cuisine.
Les parcs d'attractions ont également dépassé les jardins d'agréments qui sont devenus particulièrement populaires au début de la révolution industrielle, comme une zone où l'on pouvait échapper à l'environnement urbain morose. Le plus vieux parc d'attractions intact encore en activité dans le monde (ouvert en 1583) est Bakken (« la colline ») à Klampenborg, au nord de Copenhague au Danemark. Le plus connu des parcs de Londres était un Vauxhall fondé en 1661 et fermé en 1859. Un autre parc de longue date est celui de Prater à Vienne, en Autriche, qui ouvrit en 1766. Ce dernier changea l'évolution des parcs. En effet lors de l'Exposition universelle de 1873, la grande roue et les premières montagnes russes sont proposés.
C'est aux États-Unis que les montagnes russes prennent leur essor. Sea Lion Park ouvre en 1887. Il s'agit du premier parc d'attractions américain. Le succès fut immédiat ; plus d'un million de personnes était chaque dimanche sur le parc de Coney Island, là où était installé le parc. La Grande Dépression en 1929 annonça le déclin de ces parcs aux États-Unis. De 1 500 parcs en 1919, il n'en resta plus que 500 en 1936.

## Définitions
Un parc à thèmes est un parc découpé en zones thématiques et dont les attractions d'une zone reprennent le thème de cette même zone. Par exemple, Frontierland est une zone scénarisée sur l'Ouest américain des parcs Disneyland (de type Royaume enchanté), toutes les attractions répondent esthétiquement à ce thème (Big Thunder Mountain, Rivers of America…). Un responsable de Disneyland Paris déclare que la différence entre un parc à thème et un parc d'attraction est que si ce dernier se voit retirer ses attractions, il ne reste que le parking.
Un parc d'attractions est un parc où les attractions se côtoient sans déterminer de thématique générale entre elles dans la zone où elles se situent. De nombreux parcs d'attractions se transforment ou se sont transformés en parcs à thèmes à la suite de campagnes de scénarisation (ou placemaking).
Les concepts de parc d'attractions et de parc à thèmes ne sont pas obligatoirement opposés. La grande majorité des parcs à thèmes sont en effet aussi des parcs d'attractions puisqu'on y trouve des attractions. Mais il y a beaucoup de parcs d'attractions qui font peu d'efforts en termes de scénarisation et décors, ceux-là ne peuvent pas être considérés comme des parcs à thèmes.
Les inconditionnels des parcs d'attractions et des parcs à thèmes s'appellent des parconautes ou parkfans. Des communautés de passionnés se développent sur internet. Plusieurs associations liées à cette passion ont également vu le jour comme Parcs Passion ou Coasters World en France.

## Parc à thèmes

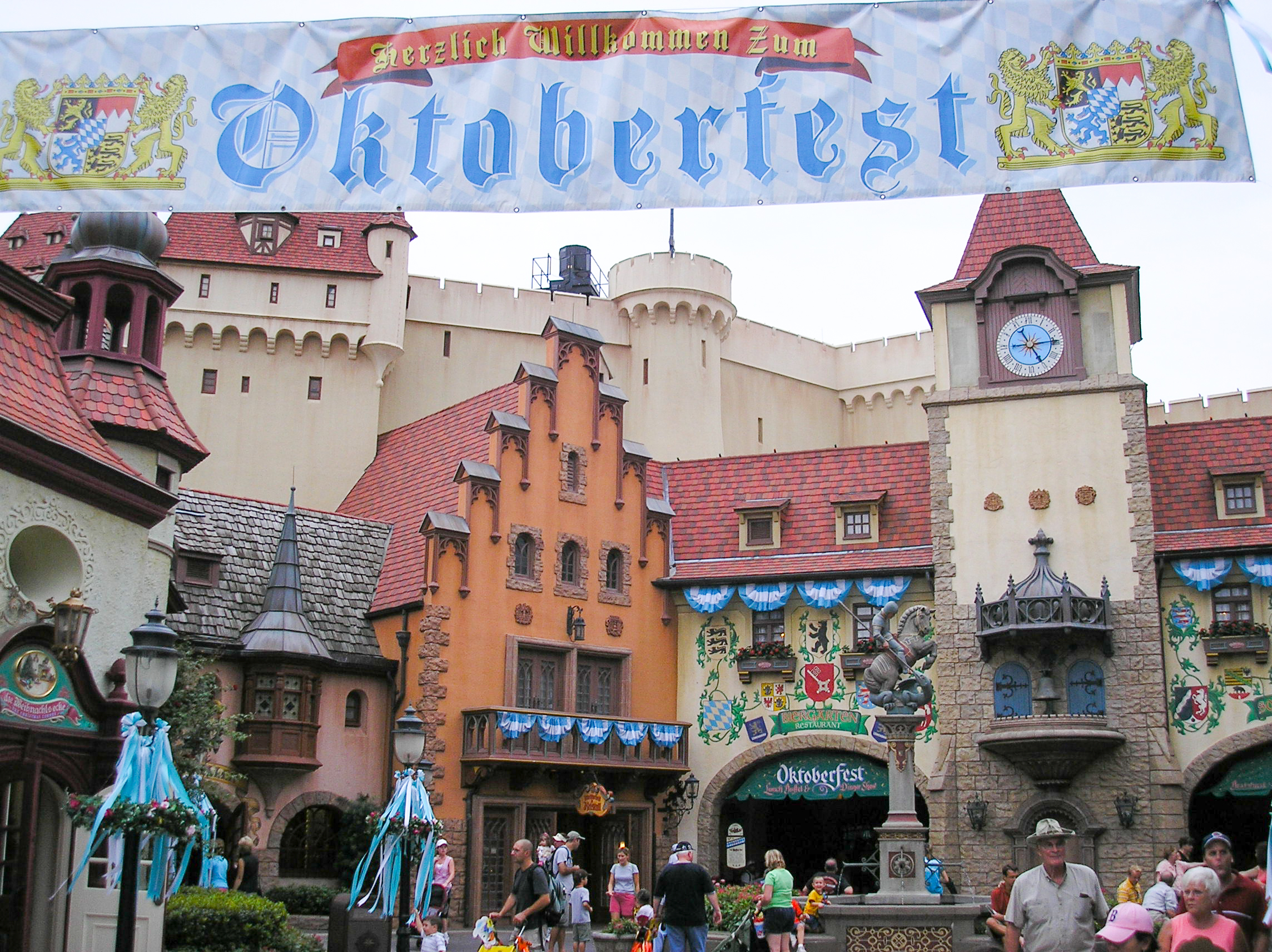
Pavillon de l'Allemagne, faisant partie du parc à thèmes Epcot à Orlando, en Floride.

Un parc à thèmes, ou parc thématique, propose une immersion dans un univers déterminé (thème) à travers l'agencement de ses attractions, ses décors, la scénarisation et l'ambiance qui s'en dégage. Dans ces parcs on trouve généralement plusieurs zones différentes dans lesquelles sont déclinées le thème principal de différentes manières. Au parc Astérix par exemple, le visiteur découvre différents univers faisant partie du monde d'Astérix (une des zones représente le village gaulois, une autre l'Empire romain, la Grèce, etc.).
Dans ces parcs, le public vit une véritable expérience d'immersion dans un univers, où la plupart des attractions disposent de leur propre scénario (appelée aussi storyline). Cette histoire est soit spécialement créée pour l'occasion (exemple : le village des Lavanors à Efteling aux Pays-Bas a été spécialement imaginé pour le parc), soit vient d'un film, conte ou autre univers préexistant.
Beaucoup de parcs à thèmes disposent de leurs propres hôtels, formant ainsi un véritable complexe de loisirs (ou resort) tel que Disneyland Paris ou encore Europa-Park. Cela s'explique par le fait que les parcs à thèmes proposent une offre plus élaborée, ne se limitant pas à un simple rassemblement d'attractions mécaniques. Ils attirent donc davantage de monde que les autres parcs d'attractions et les séjours sont plus longs.
Il existe de nombreux parcs à thèmes dans le monde. On parle souvent de Disneyland (ouvert en Californie en 1955) comme étant le premier. Cependant Knott's Berry Farm (situé en Californie et dont la création remonte aux années 1920), se décrit comme étant le premier parc à thèmes d'Amérique et certains considèrent Tivoli Gardens (ouvert au Danemark en 1843) comme le plus vieux parc à thèmes du monde.
La création de ce concept a donné aussi naissance à une nouvelle discipline : l'imaginiérie.
Il existe depuis quelques années de nouveaux genres de parcs à thèmes où les attractions à sensations fortes ne sont plus primordiales.

### Les parcs de spectacles
Il existe des parcs à thèmes structurés par des spectacles tels Médinat Alzahra parc en Tunisie, le parc du Puy du Fou en France, China Folk Culture Village (en) en Chine ainsi que les parcs Oriental Heritage de l'entreprise Fantawild Holdings, parcs décrits par la chaîne comme axés sur la culture traditionnelle chinoise, tel Jingzhou Fantawild Oriental Heritage. High Chaparral est un parc suédois et la Vallée des Peaux-Rouges était la scène de spectacles entre 1966 et 1988.

### Des parcs de démocratisation culturelle
Vulcania, dans le Puy de Dôme, la Cité de l'espace, à Toulouse sont des espaces, inspirés des parcs à thèmes traditionnels, mélangeant muséographie et ludisme.

### Les parcs environnementaux
De nouveaux parcs voués à la préservation de l'environnement ou/et à la promotion de la biodiversité voient le jour depuis plusieurs années. Les exemples du parc Eana à Gruchet-le-Valasse (ouvert en 2008) ou celui de Terra Botanica (ouvert en 2010) peuvent être cités.

## Principaux parcs d'attractions
À l'échelle du monde, les principaux parcs d'attractions se situent aux États-Unis, en Europe de l'Ouest et en Asie. Leur paternité est souvent à chercher auprès de deux mêmes sociétés américaines : Walt Disney Parks and Resorts et Universal Parks & Resorts. Mais, d'autres groupes européens possèdent des parcs dans le monde entier tels que Merlin Entertainments (Legoland, Madame Tussauds…) ou Parques Reunidos (Mirabilandia, Parque Warner Madrid…).
Les principaux parcs nord-américains se situent en Floride et Californie. Orlando rassemble les parcs du Walt Disney World Resort, du Universal Resort et un SeaWorld. Aux origines similaires, les parcs du Disneyland Resort, à Anaheim, Universal Studios Hollywood, à Los Angeles, et SeaWorld, à San Diego, jalonnent la côte pacifique.
Les principaux parcs d'attractions asiatiques sont localisés en Asie de l'Est : au Japon, en Corée du Sud et en Chine. Les parcs les plus fréquentés sont ceux de Disney à Tokyo, Shanghai et Hong Kong ou celui d'Universal à Osaka. Bien d'autres parcs sont aussi très visités : Chimelong Ocean Kingdom en Chine, Lotte World et Everland en Corée du Sud ou encore Ocean Park Hong Kong à Hong Kong…
L'Europe de l'Ouest compte une grande diversité de parcs d'attractions localisés sur les cartes ci-dessous. Il existe un très grand fossé entre la fréquentation du parc principal de Disneyland Paris et ses premiers challengers que sont Europa-Park, Efteling et PortAventura Park. Avec l'émergence des parcs — principalement aquatiques — émiriens, certains économistes considèrent le marché européen à une plus grande échelle, à savoir Europe Middle East & Africa.